# 高山越橘
高山越橘（学名：Vaccinium merrillianum）为杜鵑花科越橘屬下的一个种。

## 扩展阅读
- 維基物種上的相關：高山越橘